# كونراد ويلكزينسكي
كونراد ويلكزينسكي مواليد 9 فبراير 1982، هو لاعب كرة يد نمساوي يلعب كجناح أيسر. مثل منتخب النمسا لكرة اليد.

## سجل المنافسة
شارك في البطولات التالية:
- بطولة أوروبا لكرة اليد للرجال 2014

## روابط خارجية
- كونراد ويلكزينسكي على موقع الاتحاد الأوروبي لكرة اليد (الإنجليزية)